# 英格蘭的伊莎貝拉
英格蘭的伊莎貝拉（英語：Isabella of England，1214年—1241年12月1日），神聖羅馬皇后，英格蘭國王約翰的女兒。

## 家庭
1235年，伊莎貝拉與神聖羅馬皇帝腓特烈二世結婚，兩人共有1子1女：
1. 海因里希（1238年—1253年），早逝
2. 瑪格麗塔（英语：Margaret of Sicily）（1241年—1270年）